# أمفيسلياس
الأمفيكولياس أو الأمفيسيلياس (Amphicoelias؛ يعني «ثنائي التقعر»؛ من الإغريقية αμφι «على الجانبين»، κοιλος «مقعر») هو جنس من ديناصورات الصوروپودات آكل للنباتات، وهو معروف من نوع واحد هو "أ. ألتوس" (A. altus.). البقايا الضئيلة ولكنها كبيرة بشكل استثنائي كان يُعتقَد في الأصل أنها تمثل نوعًا آخر؛ «أ. فراجليمس» (A. fragillimus) التي تمت إعادة تعيينها إلى نوع جديد هو الماراپونيصور في دراسة في سنة 2018.

## وصلات خارجية
- Re: Bruhathkayosaurus
- Re: Largest Dinosaurs.